# Buda-Kosjeljovskij Biologitjeskij Zakaznik
Buda-Kosjeljovskij Biologitjeskij Zakaznik (ryska: Буда-Кошелёвский Биологический Заказник) är ett naturreservat i Belarus.   Det ligger i voblasten Homels voblast, i den östra delen av landet, 240 km sydost om huvudstaden Minsk.
I omgivningarna runt Buda-Kosjeljovskij Biologitjeskij Zakaznik växer i huvudsak blandskog. Runt Buda-Kosjeljovskij Biologitjeskij Zakaznik är det ganska glesbefolkat, med 25 invånare per kvadratkilometer.